# Dobryanka
Huyện Dobryanka (tiếng Nga: ? райо́н) là một huyện hành chính tự quản (raion), của Vùng Perm, Nga. Huyện có diện tích 9 km², dân số thời điểm ngày 1 tháng 1 năm 2000 là 38400 người. Trung tâm của huyện đóng ở Dobryanka.